# Ley de Stefan-Boltzmann

Gráfica de una función de la energía total emitida por un cuerpo negro, proporcional a su temperatura termodinámica. En azul está la energía total de acuerdo con la aproximación de Wien,.

La ley de Stefan-Boltzmann establece que un cuerpo negro emite radiación térmica con una potencia emisiva hemisférica total proporcional a la cuarta potencia de su temperatura.
La ley es muy precisa solo para objetos negros ideales, los radiadores perfectos, llamados cuerpos negros; funciona como una buena aproximación para la mayoría de los cuerpos grises.

## Historia
La ley fue deducida en 1879 por el físico austriaco Jožef Stefan (1835-1893) basándose en las mediciones experimentales realizadas por el físico irlandés John Tyndall. Stefan publicó esta ley en el artículo «Über die Beziehung zwischen der Wärmestrahlung und der Temperatur» (Sobre la relación entre la radiación térmica y la temperatura) en el Boletín de las sesiones de la Academia de Ciencias de Viena.
La ley fue derivada en 1884 a partir de consideraciones teóricas por Ludwig Boltzmann (1844-1906) usando la termodinámica. Boltzmann consideró un cierto motor térmico ideal con luz como fuente de energía en lugar de gas.

## Simbología
| Símbolo                      | Nombre                                                       | Valor   | Unidad      |
| ---------------------------- | ------------------------------------------------------------ | ------- | ----------- |
| {\displaystyle E}            | Potencia emisiva hemisférica total                           |         | W / m2      |
| {\displaystyle T_{e}}        | Temperatura efectiva (Temperatura absoluta de la superficie) |         | K           |
| {\displaystyle \varepsilon } | Emisividad                                                   |         |             |
| {\displaystyle \sigma }      | Constante de Stefan-Boltzmann                                | 5.67E-8 | W / (m2 K4) |

## Descripción
{\displaystyle E=\sigma \ (T_{e})^{4}}
Esta potencia emisiva de un cuerpo negro (o radiador ideal) supone un límite superior para la potencia emitida por los cuerpos reales.
La potencia emisiva superficial de una superficie real es menor que el de un cuerpo negro a la misma temperatura y está dada por:
{\displaystyle E=\varepsilon \ \sigma \ (T_{e})^{4}}
donde ({\displaystyle \varepsilon }) es una propiedad radiactiva de la superficie denominada emisividad. Con valores en el rango (0 ≤ ε ≤ 1), esta propiedad es la relación entre la radiación emitida por una superficie real y la emitida por el cuerpo negro a la misma temperatura. Esto depende marcadamente del material de la superficie y de su acabado, de la longitud de onda, y de la temperatura de la superficie.

## Demostración

### Demostración matemática
Esta ley no es más que la integración de la distribución de Planck a lo largo de todas las longitudes de onda del espectro de frecuencias:
|                        | Ley de Planck | 2 | 3 |
| ---------------------- | --- | --- | --- |
| Ecuaciones             | {\displaystyle q={\frac {C_{1}}{\lambda ^{5}\ {\Bigl [}e^{{\Bigl (}{\frac {C_{2}}{\lambda \ T}}{\Bigr )}}-1{\Bigr ]}}}}                               | {\displaystyle C_{1}=2\pi \ h\ (c_{0})^{2}}                                                                                | {\displaystyle C_{2}={\frac {h\ c_{0}}{k_{\rm {B}}}}}                                                                      |
| Integrando con límites | {\displaystyle E=\int _{0}^{\infty }{\frac {C_{1}}{\lambda ^{5}\ {\Bigl [}e^{{\Bigl (}{\frac {C_{2}}{\lambda \ T}}{\Bigr )}}-1{\Bigr ]}}}\ d\lambda } | | |
|                        | {\displaystyle E={\Bigl [}{\frac {\pi ^{4}\ C_{1}}{15\ (C_{2})^{4}}}{\Bigr ]}T^{4}}                                                                   | | |
| Sustituyendo           | {\displaystyle E={\Bigl [}{\frac {\pi ^{4}\ (2\pi \ h\ (c_{0})^{2})}{15\ ((h\ c_{0})/k_{\rm {B}})^{4}}}{\Bigr ]}T^{4}}                                | {\displaystyle E={\Bigl [}{\frac {\pi ^{4}\ (2\pi \ h\ (c_{0})^{2})}{15\ ((h\ c_{0})/k_{\rm {B}})^{4}}}{\Bigr ]}T^{4}}     | {\displaystyle E={\Bigl [}{\frac {\pi ^{4}\ (2\pi \ h\ (c_{0})^{2})}{15\ ((h\ c_{0})/k_{\rm {B}})^{4}}}{\Bigr ]}T^{4}}     |
| Simplificando          | {\displaystyle E={\Bigl [}{\frac {2\pi ^{5}\ (k_{\rm {B}})^{4}}{15\ h^{3}(c_{0})^{2}}}{\Bigr ]}T^{4}}                                                 | {\displaystyle E={\Bigl [}{\frac {2\pi ^{5}\ (k_{\rm {B}})^{4}}{15\ h^{3}(c_{0})^{2}}}{\Bigr ]}T^{4}}                      | {\displaystyle E={\Bigl [}{\frac {2\pi ^{5}\ (k_{\rm {B}})^{4}}{15\ h^{3}(c_{0})^{2}}}{\Bigr ]}T^{4}}                      |
| Extrayendo             | {\displaystyle \sigma ={\Bigl [}{\frac {2\pi ^{5}\ (k_{\rm {B}})^{4}}{15\ h^{3}(c_{0})^{2}}}{\Bigr ]}}                                                | {\displaystyle \sigma ={\Bigl [}{\frac {2\pi ^{5}\ (k_{\rm {B}})^{4}}{15\ h^{3}(c_{0})^{2}}}{\Bigr ]}}                     | {\displaystyle \sigma ={\Bigl [}{\frac {2\pi ^{5}\ (k_{\rm {B}})^{4}}{15\ h^{3}(c_{0})^{2}}}{\Bigr ]}}                     |
| Evaluando              | {\displaystyle \sigma ={\Bigl [}{\frac {2\pi ^{5}\ (1.380649E-23)^{4}}{15\ (6.62607015E-34)^{3}(299792458)^{2}}}{\Bigr ]}}                            | {\displaystyle \sigma ={\Bigl [}{\frac {2\pi ^{5}\ (1.380649E-23)^{4}}{15\ (6.62607015E-34)^{3}(299792458)^{2}}}{\Bigr ]}} | {\displaystyle \sigma ={\Bigl [}{\frac {2\pi ^{5}\ (1.380649E-23)^{4}}{15\ (6.62607015E-34)^{3}(299792458)^{2}}}{\Bigr ]}} |
| Operando               | {\displaystyle \sigma =(5.6704E-8)\ {\rm {\frac {W}{m^{2}\ K^{4}}}}}                                                                                  | {\displaystyle \sigma =(5.6704E-8)\ {\rm {\frac {W}{m^{2}\ K^{4}}}}}                                                       | {\displaystyle \sigma =(5.6704E-8)\ {\rm {\frac {W}{m^{2}\ K^{4}}}}}                                                       |

### Experimento del cubo de Leslie
La ley de Stefan-Boltzmann queda bastante clara con el experimento del cubo de Leslie:
En general en la emisión radiante a altas temperaturas se desprecia el efecto de la temperatura del orden de la temperatura ambiente a la que se encuentran los objetos circundantes. Sin embargo debemos tener en cuenta que esta práctica estudia esta ley a bajas temperaturas para las cuales no se puede obviar la temperatura ambiente. Esto hace ver que como el detector del sensor de radiación (una termopila no está a (0 K) irradia energía radiante y una intensidad proporcional a esta es la que mide, luego si la despreciamos estamos falseando el resultado. Su radiación se puede cuantificar de forma proporcional a su temperatura absoluta a la cuarta potencia:
{\displaystyle R_{\det }\ =\sigma \ (T_{\det })^{4}}
De esta forma podemos conocer la radiación neta que mide a partir del voltaje generado por el sensor sabiendo que es proporcional a la diferencia de radiación entre la absorbida y la emitida, es decir:
{\displaystyle R_{\mathrm {net} }=(R_{\mathrm {rad} }-R_{\det })=\sigma \ (T^{4}-(T_{\det })^{4})}
Por último, haciendo una serie de suposiciones, como puede ser evitar que el sensor se vea influenciado por la radiación del cubo de Leslie cuando no sea necesario, tomar mediciones (podemos alejarlo), y solo entonces podremos considerar que la temperatura del detector es la del ambiente. Con alejarlo cuando sea innecesario esta hipótesis puede ser suficiente.

## Ejemplos

### Primera determinación de la temperatura del Sol
Utilizando su ley Stefan determinó la temperatura de la superficie del Sol. Tomó los datos de Charles Soret (1854-1904) que determinó que la densidad del flujo de energía del Sol es (29 veces) mayor que la densidad del flujo de energía de una fina placa de metal caliente. Puso la placa de metal a una distancia del dispositivo de la medición que permitía verla con el mismo ángulo que se vería el Sol desde la Tierra. Soret estimó que la temperatura de la placa era aproximadamente (1900 °C) a (2000 °C). Stefan pensó que el flujo de energía del Sol es absorbido en parte por la atmósfera terrestre, y tomó para el flujo de energía del Sol un valor (3/2 veces) mayor, a saber {\displaystyle {\Bigl (}{\frac {3}{2}}{\Bigr )}\ 29=43,5}.
Las medidas precisas de la absorción atmosférica no se realizaron hasta 1888 y 1904. La temperatura que Stefan obtuvo era un valor intermedio de los anteriores, (1950 °C o 2223 K). Como (2,574 = 43,5), la ley de Stephan nos dice que la temperatura del Sol es (2,57 veces) mayor que la temperatura de una placa de metal, así que Stefan consiguió un valor para la temperatura de la superficie del Sol de (5713 K), el valor moderno es (5780 K). Este número fue una aproximación más exacta para la temperatura del Sol. Antes de esto, se obtuvieron valores tan pequeños como (1800 °C) o tan altos como (13 000 000 °C). El valor de (1800 °C) fue hallado por Claude Servais Mathias Pouillet (1790-1868) en 1838. Si nosotros concentramos la luz del Sol con una lente, podemos calentar un sólido hasta los (1800 °C).

### Las temperaturas y radios de las estrellas
La temperatura de las estrellas puede obtenerse suponiendo que emiten radiación como un cuerpo negro de manera similar que nuestro Sol. La luminosidad ({\displaystyle L}) de la estrella es igual a:
{\displaystyle L=4\pi \ (R^{2}\ \sigma )\ T^{4}}
donde ({\displaystyle \sigma }) es la constante de Stefan-Boltzmann, ({\displaystyle R}) es el radio estelar y ({\displaystyle T}) es la temperatura de la estrella.
Esta misma fórmula puede usarse para computar el radio aproximado de una estrella de la secuencia principal y, por tanto, similar al Sol: 
{\displaystyle {\frac {R}{R_{\odot }}}\approx \left({\frac {T_{\odot }}{T}}\right)^{2}\ {\sqrt {\frac {L}{L_{\odot }}}}}
donde ({\displaystyle R_{\odot }}) es el radio solar.
Con la ley de Boltzmann, los astrónomos puede inferir los radios de las estrellas fácilmente. La ley también se usa en la termodinámica de un agujero negro en la llamada radiación de Hawking.

### La temperatura de la Tierra
Podemos calcular la temperatura de la Tierra ({\displaystyle T_{e}}) igualando la energía recibida del Sol y la energía emitida por la Tierra. El Sol emite una energía por unidad de tiempo y área que es proporcional a la cuarta potencia de su temperatura ({\displaystyle T_{s}}). A la distancia de la Tierra (a0) (unidad astronómica), esa potencia ha disminuido en la relación entre la superficie del Sol y la superficie de una esfera de radio a0. Además el disco de la Tierra intercepta esa radiación pero debido a la rápida rotación de la Tierra es toda la superficie de la Tierra la que emite la radiación a una temperatura ({\displaystyle T_{e}}) con lo que dicha potencia queda disminuida en un factor 4. Por ello:
{\displaystyle \left({\frac {T_{e}}{T_{s}}}\right)^{4}={\frac {1}{4}}\ \left({\frac {r_{s}}{a_{0}}}\right)^{2}}
donde {\displaystyle r_{s}\,} es el radio del Sol. Por ello:
{\displaystyle T_{e}=T_{s}{\sqrt {\frac {r_{S}}{2a_{0}}}}=(5780)\ {\rm {K}}\ {\sqrt {\frac {(696\times 10^{6})\ {\rm {m}}}{2\ (149,59787066\times 10^{9})\ {\rm {m}}}}}=(278)\ {\rm {K}}}
Resulta una temperatura de (5 °C). La temperatura real es de (15 °C).
Resumiendo: La distancia del Sol a la Tierra es (215 veces) el radio del Sol, reduciendo la energía por metro cuadrado por un factor que es el cuadrado de esa cantidad, es decir (46 225). Teniendo en cuenta que la sección que interfiere la energía tiene un área que es (1/4) de su superficie, vemos que disminuye en (184 900 veces). La relación entre la temperatura del Sol y la Tierra es por tanto (20,7), ya que (20,74 es 184 900 veces).
Esto muestra aproximadamente por qué (T  ≅ 278 K) es la temperatura de nuestro mundo. El cambio más ligero de la distancia del Sol podría cambiar la temperatura media de la Tierra.
En el cálculo anterior hay dos defectos. Parte de la energía solar es reflejada por la Tierra que es lo que se denomina albedo y esto disminuye la temperatura de la Tierra hecho por el cálculo anterior hasta (–18 °C) y parte de la energía radiada por la Tierra que tiene una longitud larga, entre (3) y (80 micras), es absorbida por ciertos gases llamados de efecto invernadero, calentando la atmósfera hasta la temperatura actual. El llamado efecto invernadero es, entonces, vital para la vida en el planeta.
Para calcular la constante solar o energía emitida por el Sol por unidad de tiempo y área a la distancia de la Tierra basta con dividir esta energía por (46,225) resulta:
{\displaystyle K=\sigma \ T_{s}^{4}\ \left({\frac {r_{s}}{a_{0}}}\right)^{2}=(1366)\ {\rm {\frac {W}{m^{2}}}}}

## Intercambios radiactivos entre cuerpos negros
El flujo de calor se obtiene de la siguiente manera:
{\displaystyle q=A\ E=A\ \varepsilon \ \sigma \ (T_{e})^{4}}
Para el cálculo de intercambios radiactivos de dos cuerpos negros, hay que afectar a la expresión anterior por el llamado factor de forma ({\displaystyle F}), el cual indica que fracción de la energía total emitida por una superficie es interceptada (absorbida, reflejada o transmitida) por otra superficie, es un concepto puramente geométrico. La expresión final es de la forma:
{\displaystyle q_{(1-2)}=A_{1}\ F_{12}\ \sigma \ (T_{1})^{4}}
{\displaystyle q_{(2-1)}=A_{2}\ F_{21}\ \sigma \ (T_{2})^{4}}
{\displaystyle q_{12}=q_{(1-2)}-q_{(2-1)}=A_{1}\ F_{12}\ \sigma \ ((T_{1})^{4}-(T_{2})^{4})}
Hay que tener en cuenta que se cumple {\displaystyle A_{1}\ F_{12}=A_{2}\ F_{21}}
Para superficies reales (con emisividad menor a 1) hay que tener en cuenta que además de emitir, la superficie refleja energía, para ello se define ({\displaystyle J}) como la radiosidad, que es la suma de la energía emitida y la reflejada.
{\displaystyle q_{(1-2)}=A_{1}\ F_{12}\ J_{1}}
{\displaystyle q_{(2-1)}=A_{2}\ F_{21}\ J_{2}}
{\displaystyle q_{12}=q_{(1-2)}-q_{(2-1)}=A_{1}\ F_{12}\ (J_{1}-J_{2})}
En el caso particular de un cuerpo negro se cumple que ({\displaystyle J=E})
Ejemplo:
Para una cavidad cerrada compuesta por dos superficies reales, el intercambio radiactivo es:
{\displaystyle q_{12}={\frac {\sigma \ ((T_{1})^{4}-(T_{2})^{4})}{\displaystyle {\Bigl (}{\frac {1-\varepsilon _{1}}{\varepsilon _{1}\ A_{1}}}{\Bigr )}+{\Bigl (}{\frac {1}{A_{1}\ F_{12}}}{\Bigr )}+{\Bigl (}{\frac {1-\varepsilon _{2}}{\varepsilon _{2}\ A_{2}}}{\Bigr )}}}}